# Revista Quasar
Revista Quasar SF Stiință și Imaginație a fost un periodic publicat de ProConSF impreună cu Federația de Tineret pentru Science-Fiction, Stiință Prospectivă și Impactul cu Viitorul, în asociație cu Ministerul Tineretului și Sportului din România.
Titlul revistei a fost ales de Dan Merișca. Primul număr a fost realizat de Dan Merișca și Sorin Simion și a apărut în 1992. În total au fost publicate șapte numere.
Sunt prezentate textele care apar în reviste. 
Liviu Radu a debutat cu povestirea „Fața nevăzută a planetei Marte” în revista Quasar.

## 1-7
| Nr. | Data apariției | Text principal                        | Alte scrieri | Redactor                               | Coperta                                  | Preț    | Note / Ref.  |
| --- | -------------- | ------------------------------------- | --- | -------------------------------------- | ---------------------------------------- | ------- | ------------ |
| 1   | 1992           | Concurs de imaginație, România 2100   | Lester del Rey - Chiar de mor visătorii Sorin Simion - Farul de la capătul lumii Dan Merișca - Ultimul cîntec George Ceaușu - Cerul negru, ochi albaștri Arthur C. Clarke - Cea mai lungă poveste SF scrisă vreodată Frederic Brown - Cea mai scurtă poveste SF scrisă vreodată. Răspunsul Isaac Asimov - Întemeietorul Ray Bradbury - Coșmruri în Armaghedon Sigmar Erkner - Înaintea plecării Robert Sheckley - Potențial | Dan Merișca Sorin Simion Mihai Bădescu | Nicolae Nicolaev (I) Călin Popovici (IV) | Lei 80  | 46 de pagini |
| 2   | 1992           | Walter Miller jr. - Oraș în așteptare | In memoriam Isaac Asimov Ovidiu Petcu - Oameni in spațiu Adrian Cotorogea - Temă Răducan Luana Dorin - Mătăniile de cristal | Mihaela Muraru-Mândrea Mihai Bădescu   | Nicolae Nicolaev                         | Lei 50  | 32 de pagini |
| 3   | 1992           | -                                     | Balc - Merlin și televizorul Alina Popov - Țipăt de licurici peste apa nopții Aurel Cărășel - Dansînd în întuneric Mihai Dinu - Nașterea studentului Dionisie Ray Bradbury - Cel ce așteaptă Arkadi și Boris Strugațki - Mutanții din ceață B. Mortensson - Bătrînul și furtuna Romeo Păvăloaia - Lirică George Silfer - Un trandafir galben pentru "Debora"                                                                | Aurel Cărășel                          | Marius Ghergu                            | Lei 50  | 32 de pagini |
| 4   | 1992           | -                                     | E.R. Burroughs - O prințesă marțiană Ray Bradbury - Cronică marțiană Isaac Asimov - Calea marțiană Florin Manolescu - Literatura lui Marte Mihai Bădescu - Marte, știință și ficțiune | Mihai Bădescu Marius Ghergu            | Veniamin Chițu                           | Lei 60  | 32 de pagini |
| 5   | 1992           | -                                     | Liviu Radu - Fața nevăzută a planetei Marte (debut) Isaac Asimov - Calea marțiană (continuare din nr. 4) E.R. Burroughs - O prințesă marțiană (continuare din nr. 4) John Varley - In palatul regilor marțieni Alexandru Mironov - Marțienii, stele cazatoare Mihai Bădescu - teraformarea planetei Marte | Mihai Bădescu Dan Pavelescu            | Mugur Popescu                            | Lei 85  | 48 de pagini |
| 6-7 | 1993           | ?                                     | Arthur C. Clarke - Ciocanul Domnului Brian Aldiss - Nonizotropic Gordon Dickinson - Prezență de spirit Gregory Benford - Efecte relativiste Bruce Sterling - Grădinile scufundate Alexandru Mironov - Veni, Vidi, Vici Mihai Bădescu - Cetățile soarelui | Mihai Bădescu                          | Frank Devino Bade Runner                 | Lei 200 | 48 de pagini |